# Daniel Lurie

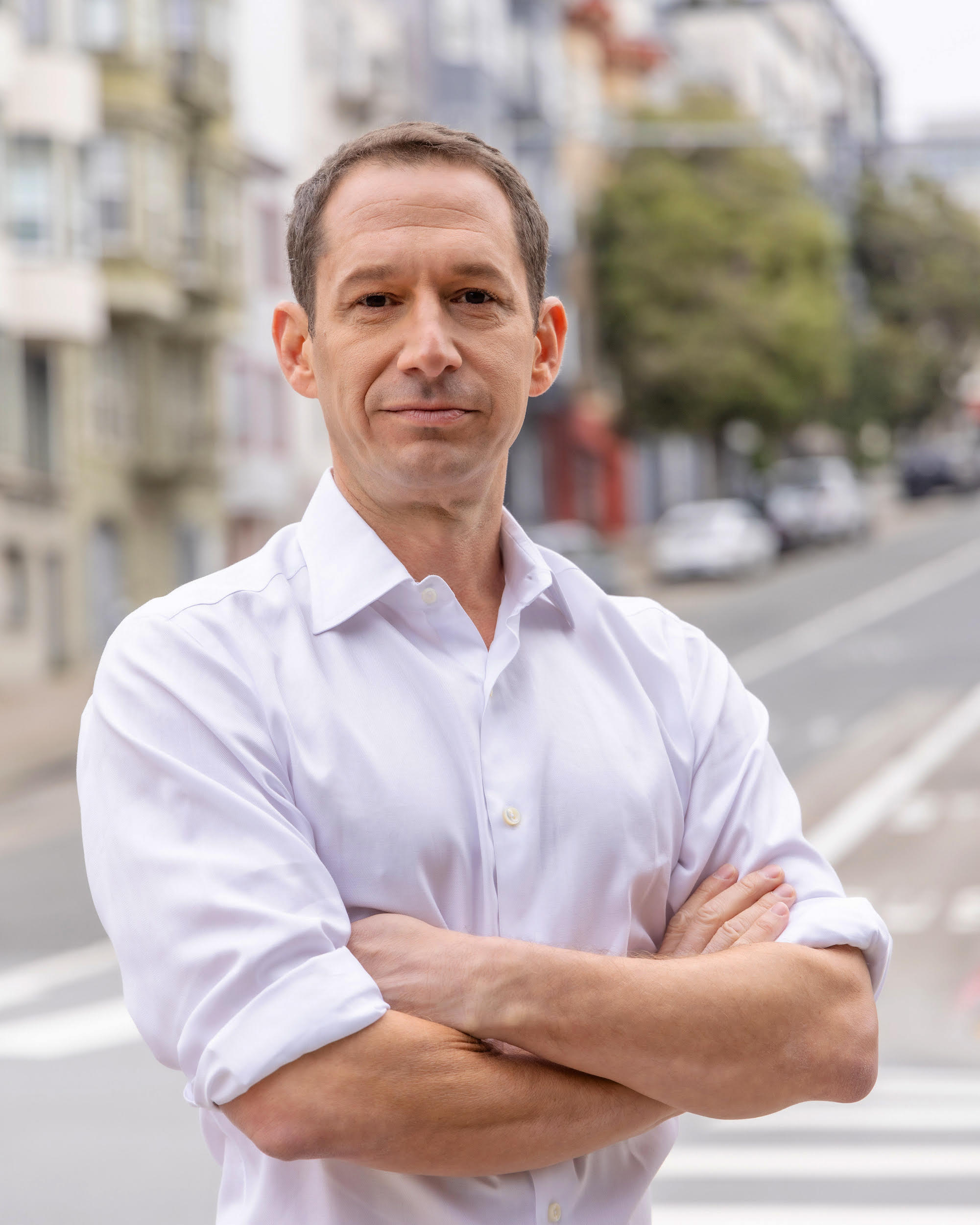
Daniel Lurie (2024)

Daniel Lawrence Lurie (* 4. Februar 1977 in San Francisco, Kalifornien) ist ein US-amerikanischer Politiker der Demokratischen Partei, der seit Januar 2025 als 46. Bürgermeister von San Francisco amtiert. Er wurde 2024 gewählt, wobei er die amtierende Bürgermeisterin London Breed besiegte. Er gehört zu den Erben des Vermögens von Levi Strauss und gründete 2005 die Tipping Point Community, eine Organisation, die sich für die Bekämpfung der Obdachlosigkeit in der San Francisco Bay Area einsetzt.

## Biografie
Daniel Lawrence Lurie wurde als Sohn von Mimi (geb. Ruchwarger) und Rabbi Brian Lurie in einer jüdischen Familie in San Francisco geboren und wuchs dort auf. Seine Eltern ließen sich scheiden, als er zwei Jahre alt war und seine Mutter heiratete später Peter E. Haas, den langjährigen Geschäftsführer von Levi Strauss & Co. Lurie ist dadurch ein Erbe des Vermögens von Levi Strauss, denn Haas ist der Urgroßneffe von Strauss. Lurie besuchte die Town School for Boys und die University High School in San Francisco und erwarb einen Bachelor of Arts in Politikwissenschaften an der Duke University in North Carolina. Er arbeitete auch für die Präsidentschaftskampagne des Senators Bill Bradley für die Präsidentschaftswahlen 2000.
Im Jahr 2001 zog Lurie nach New York City, um für die von Paul Tudor Jones gegründete Robin Hood Foundation zu arbeiten. 2003 kehrte er nach Kalifornien zurück, wo er 2005 seinen Master of Public Policy an der Goldman School of Public Policy der University of California, Berkeley, erhielt. Nach seinem Abschluss gründete er die Tipping Point Community, welche sich als wohltätige Stiftung für die Bekämpfung von Armut und Obdachlosigkeit in der Bay Area einsetzt und über 500 Millionen US-Dollar von privaten Spendern einsammeln konnte. Am 16. November 2019 trat Lurie nach 15 Jahren an der Spitze der Organisation als CEO von Tipping Point zurück, verblieb allerdings im Vorstand. 

### Politik
Am 26. September 2023 verkündete Lurie seine Kandidatur für das Amt des Bürgermeisters von San Francisco und forderte die amtierende Bürgermeisterin London Breed heraus. Als moderater Demokrat versprach er im Wahlkampf eine Politikwende. Er kündigte an, Kriminalität konsequenter bekämpfen zu wollen und mehr bezahlbaren Wohnraum zur Verfügung zu stellen. Dadurch soll die weitverbreitete Obdachlosigkeit um die Hälfte gesenkt werden. Er konnte sich dabei erfolgreich als Newcomer inszenieren, der für die großen bestehenden Probleme der Stadt in der öffentlichen Sicherheit nicht verantwortlich war. Unterstützt wurde seine Kandidatur von der Technologieindustrie in der Region, so spendete z. B. WhatsApp-Gründer Jan Koum für seinen Wahlkampf. Er wurde auch von einigen Republikanern unterstützt.
Bei den Wahlen am 5. November 2024 wurde Lurie zum neuen Bürgermeister gewählt. Er setzte sich dabei im Präferenzwahlsystem von San Francisco gegen die amtierende Bürgermeisterin London Breed und 13 weitere Kandidaten durch. Am 8. Januar 2025 wurde Lurie als 46. Bürgermeister von San Francisco vereidigt und trat sein Amt an.

## Privatleben
Im Jahr 2006 heiratete Lurie Becca Prowda; sie haben einen Sohn und eine Tochter. Seine Frau arbeitet für Gavin Newsom, den Gouverneur von Kalifornien.